# Sukhumbhand Paribatra
Sukhumbhand Paribatra (en tailandés: ม.ร.ว.สุขุมพันธุ์ บริพัตร) (Bangkok, 22 de septiembre de 1953) es un escritor, politólogo y político tailandés.
Fue el Alcalde de Bangkok entre 2009 y 2016 cuando fue removido del cargo por el primer ministro Prayut Chan-o-cha usando la sección 44 de la Constitución de ese país para remover al oficial elegido.

## Biografía
Estudió en la Universidad de Georgetown, en Pembroke College.
Fue Alcalde de Bangkok desde 11 de enero de 2009 al 18 de octubre de 2016.
Contrajo matrimonio con Savitri Paribatra na Ayudhya y son padres de dos hijos: Waraphinan y Phinitphan. 

## Libros
- De la enemistad al alineamiento.